# 三枝蓊

処刑直前の三枝蓊。

三枝 蓊（さえぐさ しげる、天保11年（1840年） - 慶応4年3月4日（1868年3月27日））は、幕末日本の僧侶、勤王活動家。天誅組の挙兵に参加後、慶応4年（1868年）にイギリス公使ハリー・パークス一行を襲撃した。別名：諱は真洞、僧名・浄尚、雅号・骨堂 、変名は青木・市川精一郎。  

## 生涯
天保11年（1840年）、大和国椎木村（現在の奈良県大和郡山市椎木町）浄蓮寺に生まれる。藤本鉄石に絵画を、伴林光平に国学・和歌を学びつつ尊王攘夷を志す。
文久3年（1863年）8月、藤本・伴林に従い、市川精一郎の名で天誅組の変に参加。高取城攻略に失敗すると天誅組を離れて逃亡し、因幡・伯耆・但馬を転々とし、鳥取藩国学方飯田年平の元で潜伏したりする間に詩・書画を残す。
慶応3年（1867年）12月、鷲尾隆聚、田中顕助らの高野山挙兵に参加した。その後、義軍は京都に入り解散し、朝廷御親兵となる。
大政奉還後、新政府が攘夷を捨て外国との交際を行う事が明らかになると、三枝ら攘夷志士は朝廷に失望する。更に慶応4年（1868年）2月15日、堺で乱暴を働いたフランス水兵と警備の土佐藩兵の衝突事件（堺事件）が発生し、新政府がフランス公使の抗議を受け、土佐藩士を切腹させた事を知ると、三枝は憤激し独自に攘夷の断行を決意する。

### パークス襲撃

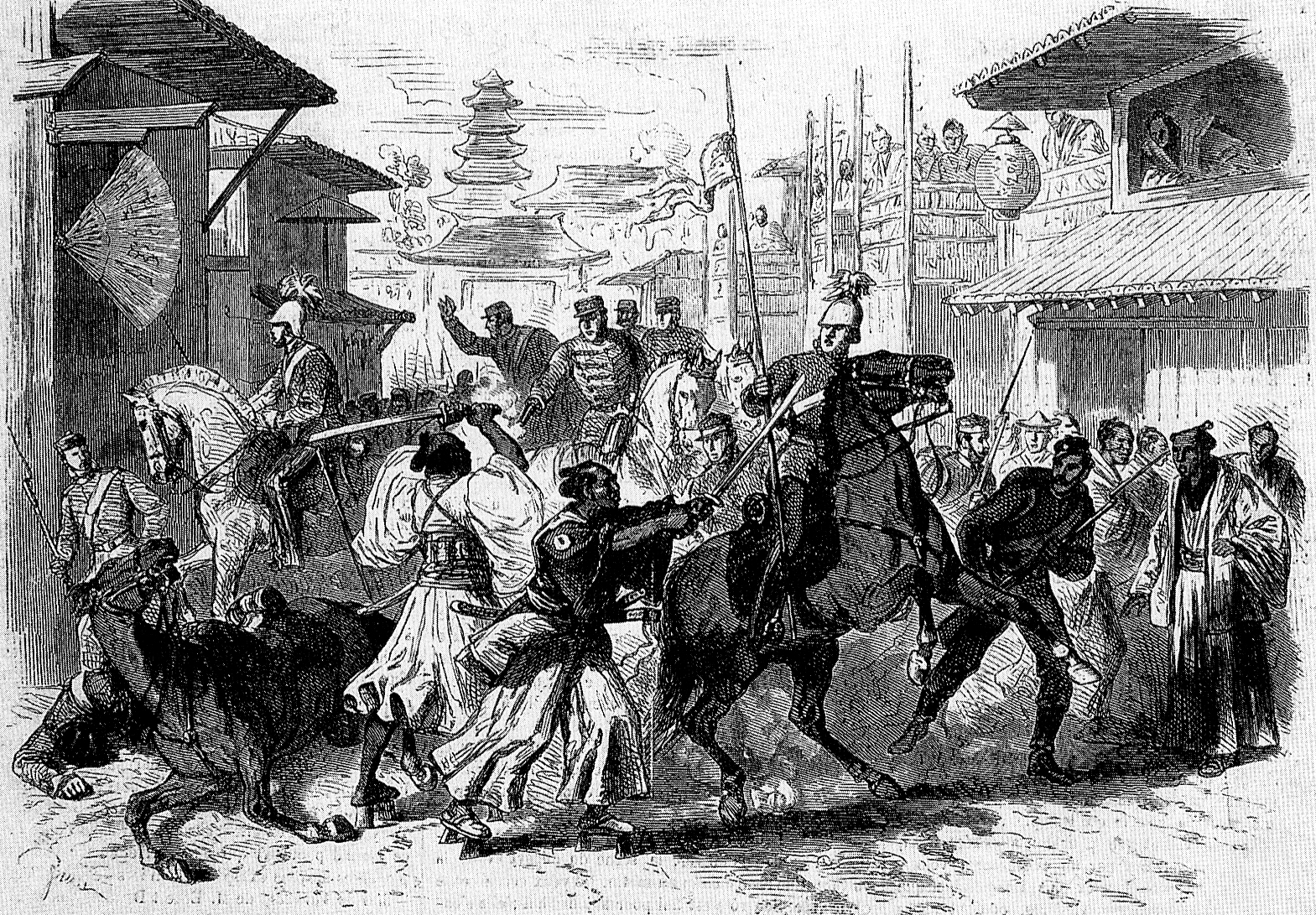
パークスを襲撃する三枝と朱雀。フランスの絵入り新聞"ル・モンド・イリュストレ"より

慶応4年（1868年）2月30日、イギリス公使ハリー・パークスが明治天皇に謁見するため宿所の知恩院から御所に向う途上、三枝は同志朱雀操と2人でパークス一行に斬り込んだ。三枝らはイギリス兵9人に負傷を負わせるが、一行の警備は厳重であり、朱雀はパークスに同行していた護衛の薩摩藩士中井弘との斬り合いで胸部を刺され、後から駆けつけた土佐藩参政後藤象二郎に斬られて倒れたところを中井に首を刎ねられ、三枝も重傷を負ったところを警備兵に捕縛され襲撃は失敗に終わる。3月4日、三枝は粟田口刑場で斬首され、朱雀の首と共に3日間晒された。享年29。襲撃を共謀した川上邦之助、松林織之助、大村貞助らは密かに隠岐島送りとされた。
処刑2時間前の三枝と中井弘により首を打たれた朱雀の写真が今に残されている。また、襲撃の時に使った刀は長らく遺族が保管していたが、三枝の刀は平成7年（1995年）に発生した阪神・淡路大震災で失われた。朱雀が襲撃の際に用いた刀は、京都市東山区の霊明神社に伝わっていることが平成28年（2016年）7月に判明した。
新政府では三枝らの身分を武士から平民に落し罪人として処刑、尊王攘夷の志士としての経歴を持ちながら、殉国の志士を記した殉難録稿には掲載されず、靖国神社にも祀られていない。墓所は京都市東山区・霊山墓地。

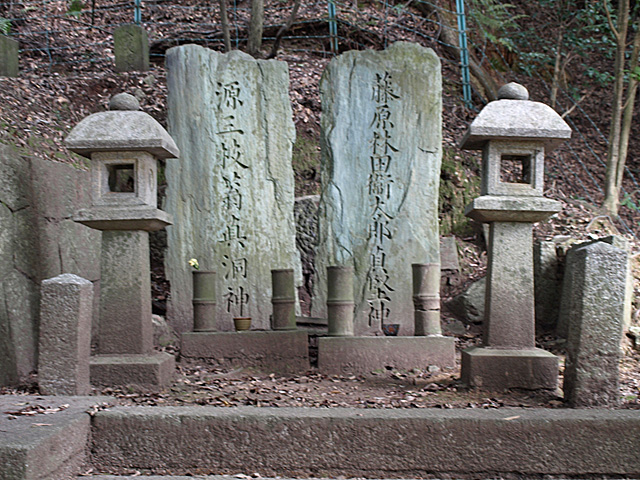
霊山墓地内の三枝の墓（右は朱雀操の墓）

## 関連作品
- 司馬遼太郎『最後の攘夷志士』（短編集「幕末」収録）
- 後藤和雄『甦る幕末』